# Arinagour
Arinagour (gaelicki: Àirigh nan Gobhar) – największa miejscowość i portowe na wyspie Coll, w Szkocji, w Argyll and Bute, w civil parish Coll. Leży 22 km od Scarinish. W 1961 miejscowość liczyła 54 mieszkańców.